# Sharon (Kansas)
Sharon es una ciudad ubicada en el condado de Barber en el estado estadounidense de Kansas. En 2010 tenía una población de 158 habitantes y una densidad poblacional de 197,5 personas por km².

## Geografía
Sharon se encuentra ubicada en las coordenadas 37°15′00″N 98°25′07″O / 37.249992, -98.418613 (37.249992, -98.418613).

## Demografía
Según la Oficina del Censo en 2000 los ingresos medios por hogar en la localidad eran de $37.188 y los ingresos medios por familia eran $43.056. Los hombres tenían unos ingresos medios de $30.500 frente a los $20.625 para las mujeres. La renta per cápita para la localidad era de $12.759. Alrededor del 4,0% de la población estaban por debajo del umbral de pobreza.